# Romain Frati
 (octobre 2021).
Romain Frati (né le 16 mars 1973) est un pianiste et auteur-compositeur-interprète français. Il compose depuis son plus jeune âge pour le piano. 

## Biographie
Romain Frati naît le 16 mars 1973 à Metz en Moselle. Il fait ses études musicales au conservatoire de Metz. Il obtiendra un premier prix de piano et de musique de chambre, tout en suivant des études de jazz, d'électroacoustique et d’accompagnement. Diplômé d’état en piano, il s’illustre dans plusieurs formations, que ce soit en piano solo, ou en duo. Romain Frati est aussi à l'aise en musique de chambre, qu'en jazz contemporain. Romain Frati est actuellement professeur de piano au Conservatoire de Metz et de piano-jazz, au Conservatoire de Thionville.

## Discographie
- 25 Lafayette
- Inaperçu (2003)

## Sources
- Romain Frati sur duocanto.fr
- Romain Frati sur http://www.romainfrati.com